# Myriopus volubilis
Myriopus volubilis är en strävbladig växtart som först beskrevs av Carl von Linné, och fick sitt nu gällande namn av John Kunkel Small. Myriopus volubilis ingår i släktet Myriopus och familjen strävbladiga växter. Inga underarter finns listade i Catalogue of Life.